# Баризе
Баризе (фр. Barizey) насеље је и општина у источном делу централне Француске у региону Бургундија-Франш-Конте, у департману Саона и Лоара која припада префектури Шалон сир Саон.
По подацима из 2011. године у општини је живело 133 становника, а густина насељености је износила 23,84 становника/km². Општина се простире на површини од 5,58 km². Налази се на средњој надморској висини од 300 метара (максималној 465 m, а минималној 234 m).

## Демографија
| 1962. | 1968. | 1975. | 1982. | 1990. | 1999. | 2011. |
| ----- | ----- | ----- | ----- | ----- | ----- | ----- |
| 154   | 158   | 127   | 115   | 139   | 128   | 133   |

График промене броја становника у току последњих година